# 立川雲平
立川 雲平（たつかわ うんぺい、1857年10月14日〈安政4年8月27日〉 - 1936年〈昭和11年〉1月24日）は、日本の政治家、弁護士。衆議院議員（3期）。『破戒』（島崎藤村）に登場する市村代議士のモデルといわれる。

## 来歴・人物
1857年（安政4年）、淡路国三原郡立川瀬村（後賀集村、現兵庫県南あわじ市賀集立川瀬）で、立川伝平の長男として生まれる。伝平は百姓出身だが足軽の株を買って洲本に移った。雲平は洲本の藩校を経て、1871年、徳島師範学校入学。1876年、京都へ遊学。岸田俊子、小室信介など民権派の人々と交遊関係を深める。1881年、明治法律学校入学。1882年、代言人試験合格。翌年、郷里で弁護士事務所を開業。刑事事件の弁護で「如此被告事件に対して有罪の判決を下さば、明日太陽西より出ん」と発言したことにより官吏侮辱罪で懲役2か月、営業停止3か月の有罪判決を受けた。
後に、長野県北佐久郡岩村田町今宿に居を移して長野県会議員や衆議院議員（1892年初当選、当選3回）を務める。また、任期中政府の社会主義弾圧を批判する活動を行い、佐久地方の自由民権運動を指導した。
1909年、屠場法改正疑獄で逮捕され、議員辞職。収賄で懲役6か月の実刑判決により弁護士資格を失い、勲四等を褫奪された。
1913年、大正天皇即位の恩赦で弁護士資格が復活し、大連に弁護士事務所開設。1919年、大連市会議員当選。1921年、大連市会議長に就任。

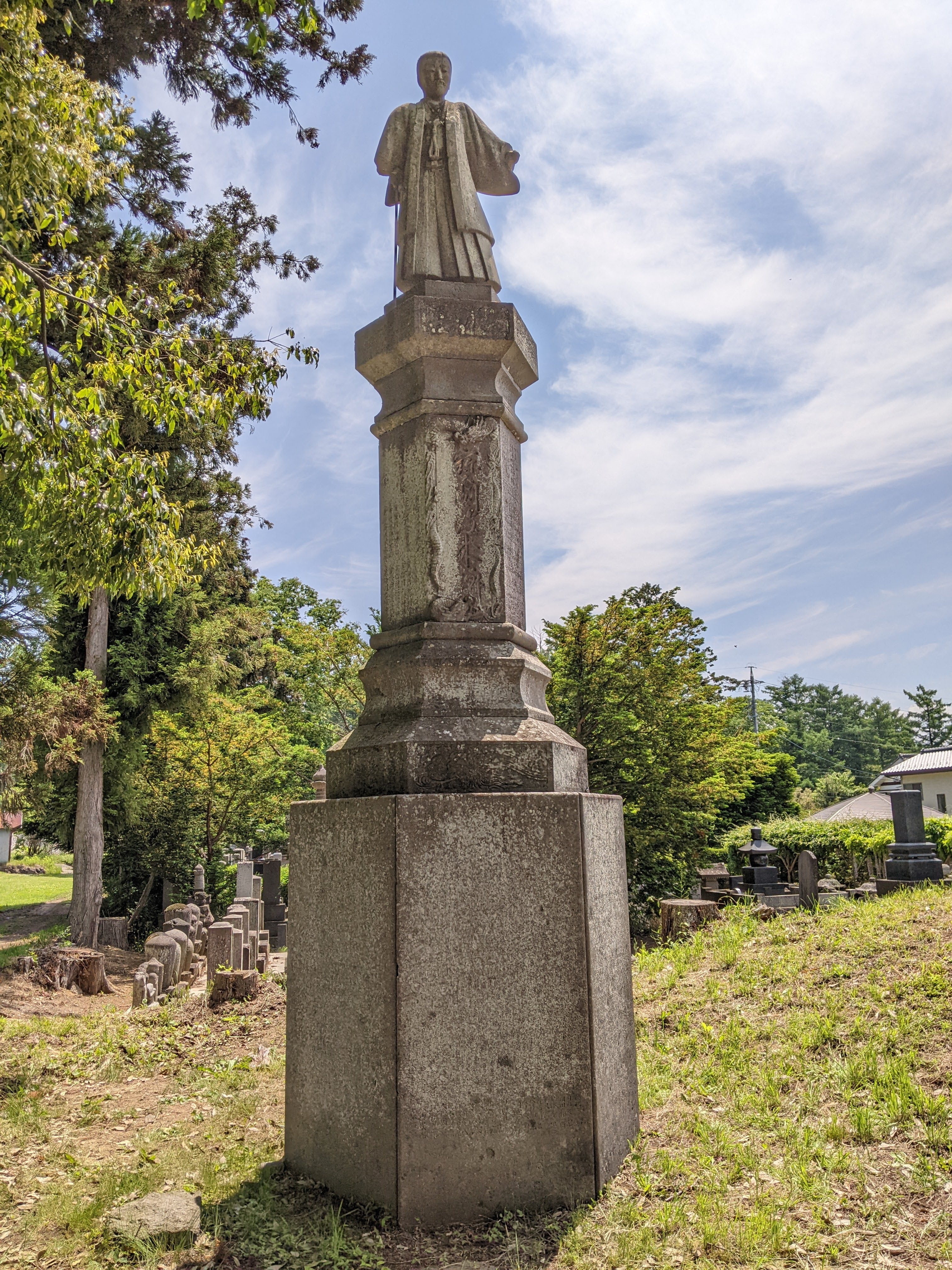
佐久市岩村田円満寺境内にある立川雲平の像（1901年4月建立）

1932年、淡路島に戻る。1936年1月24日、死去。墓所は洲本市安覚寺。
佐久市岩村田円満寺境内に像が建てられている。

## 家族
- 長男：立川平 - 衆議院議員[1]。